# Valerio de Limoges
Valerio de Bernage o de Limoges, Vaulry o Vaury (537-620), fue un ermitaño. Está considerado como santo por la Iglesia católica. Su fiesta es el 10 de enero. 

## Vida
Valéric nació en Bélgica segunda. Según la leyenda descrita en el Legendario manuscrito del Périgord, recibió una educación cristiana y realizó milagros. En 565, fue en Limoges a venerar la tumba de San Marcial, cuya fama le había alcanzado. Se retiró como ermitaño a la montaña de Bernage, cerca de Guéret (en Creuse), al lugar donde hoy una villa lleva su nombre, Saint-Vaury. La iglesia de la localidad está dedicada a San Julián de Brioude y a San Vaury.